# Tweede divisie 1963/64
Het seizoen 1963/64 was het achtste seizoen in het bestaan van de Nederlandse Tweede divisie. De voetbalcompetitie, georganiseerd door de Koninklijke Nederlandse Voetbalbond (KNVB), was het derde en laagste niveau binnen het Nederlandse betaald voetbal.

## Tweede divisie A

### Deelnemende teams
| Club          | Plaats           | Accommodatie           | Capaciteit | Trainer                         |
| ------------- | ---------------- | ---------------------- | ---------- | ------------------------------- |
| Alkmaar '54   | Alkmaar          | Gemeentelijk Sportpark | 20.000     | Ludwig Veg                      |
| Be Quick      | Groningen        | Esserberg              | 18.000     | Gerrit Vreken Arie Otten (a.i.) |
| EDO           | Haarlem          | Noordersportpark       | 10.000     | Keith Spurgeon                  |
| 't Gooi       | Hilversum        | Gemeentelijk Sportpark | 16.000     | Ron Dellow                      |
| Haarlem       | Haarlem          | Jan Gijzenkade         | 13.000     | Ruud van Wilsum                 |
| Heerenveen    | Heerenveen       | Gemeentelijk Sportpark | 12.000     | Evert Mur                       |
| Hilversum     | Hilversum        | Gemeentelijk Sportpark | 16.000     | Dick Maurer                     |
| HVC           | Amersfoort       | Birkhoven              | 10.000     | Bas Paauwe sr.                  |
| KFC           | Koog aan de Zaan | Breestraat             | 10.000     | Joop de Kubber                  |
| Leeuwarden    | Leeuwarden       | Gemeentelijk Sportpark | 16.000     | Wim Blokland                    |
| PEC           | Zwolle           | De Vrolijkheid         | 10.000     | Cor Sluyk                       |
| RCH           | Heemstede        | Sportparklaan          | 18.000     | Meg de Jongh                    |
| Tubantia      | Hengelo          | Veldwijk               | 30.000     | Ben Tap                         |
| ZFC           | Zaandam          | Westzanerdijk          | 10.000     | Piet Kluit                      |
| Zwartemeer    | Klazienaveen     | Mr. Ovingstraat        | 8.000      | Arie Otten Rieks Spiegelaar     |
| Zwolsche Boys | Zwolle           | Gemeentelijk Sportpark | 15.000     | Joep Brandes                    |

### Eindstand
| pos | club          | gs | w  | g  | v  | pnt | dv | dt | ds  |
| --- | ------------- | -- | -- | -- | -- | --- | -- | -- | --- |
| 1.  | Alkmaar '54   | 30 | 21 | 4  | 5  | 46  | 74 | 35 | 39  |
| 2.  | Zwartemeer    | 30 | 18 | 5  | 7  | 41  | 62 | 31 | 31  |
| 3.  | RCH           | 30 | 16 | 6  | 8  | 38  | 55 | 39 | 16  |
| 4.  | Heerenveen    | 30 | 15 | 7  | 8  | 37  | 53 | 39 | 14  |
| 5.  | HVC           | 30 | 15 | 6  | 9  | 36  | 59 | 40 | 19  |
| 6.  | Tubantia      | 30 | 13 | 5  | 12 | 31  | 57 | 47 | 10  |
| 7.  | Zwolsche Boys | 30 | 10 | 9  | 11 | 29  | 38 | 49 | -11 |
| 8.  | Haarlem       | 30 | 10 | 8  | 12 | 28  | 54 | 51 | 3   |
| 9.  | Leeuwarden    | 30 | 9  | 9  | 12 | 27  | 50 | 52 | -2  |
| 10. | KFC           | 30 | 10 | 7  | 13 | 27  | 45 | 49 | -4  |
| 11. | 't Gooi       | 30 | 9  | 8  | 13 | 26  | 40 | 59 | -19 |
| 12. | Hilversum     | 30 | 6  | 13 | 11 | 25  | 30 | 44 | -14 |
| 13. | Be Quick      | 30 | 10 | 5  | 15 | 25  | 45 | 66 | -21 |
| 14. | PEC           | 30 | 8  | 8  | 14 | 24  | 54 | 60 | -6  |
| 15. | ZFC           | 30 | 8  | 6  | 16 | 22  | 37 | 61 | -24 |
| 16. | EDO           | 30 | 6  | 6  | 18 | 18  | 33 | 64 | -31 |

### Legenda
| Kleur | Kwalificatie voor                                 |
| ----- | ------------------------------------------------- |
|       | Nacompetitie voor promotie naar de Eerste divisie |
|       | Vrijwillige degradatie naar de Amateurs           |
|       | Nacompetitie tegen degradatie naar de Amateurs    |

### Uitslagen
|               | ALK   | BQU   | EDO   | TGO   | HAA   | HEE   | HIL   | HVC   | KFC   | LEE   | PEC   | RCH   | TUB   | ZFC   | ZWA   | ZBO   |
| ------------- | ----- | ----- | ----- | ----- | ----- | ----- | ----- | ----- | ----- | ----- | ----- | ----- | ----- | ----- | ----- | ----- |
| Alkmaar '54   |       | 6 – 1 | 0 – 1 | 2 – 1 | 2 – 1 | 2 – 0 | 4 – 1 | 4 – 0 | 3 – 2 | 2 – 0 | 0 – 0 | 4 – 2 | 3 – 2 | 5 – 0 | 1 – 1 | 4 – 0 |
| Be Quick      | 2 – 4 |       | 4 – 2 | 1 – 2 | 0 – 2 | 0 – 3 | 0 – 0 | 0 – 1 | 5 – 2 | 0 – 0 | 2 – 1 | 1 – 1 | 2 – 1 | 2 – 1 | 1 – 5 | 2 – 3 |
| EDO           | 2 – 3 | 1 – 0 |       | 2 – 2 | 2 – 4 | 2 – 2 | 1 – 1 | 0 – 4 | 1 – 1 | 0 – 3 | 2 – 0 | 0 – 1 | 1 – 3 | 2 – 4 | 1 – 2 | 2 – 0 |
| 't Gooi       | 1 – 1 | 2 – 3 | 0 – 0 |       | 1 – 1 | 1 – 0 | 1 – 0 | 0 – 4 | 1 – 2 | 2 – 2 | 0 – 3 | 1 – 3 | 4 – 1 | 4 – 2 | 2 – 1 | 2 – 2 |
| Haarlem       | 1 – 3 | 2 – 0 | 6 – 0 | 4 – 3 |       | 2 – 3 | 1 – 1 | 2 – 0 | 1 – 2 | 3 – 2 | 3 – 3 | 2 – 0 | 2 – 3 | 2 – 2 | 0 – 2 | 1 – 1 |
| Heerenveen    | 1 – 4 | 5 – 1 | 0 – 4 | 1 – 2 | 1 – 0 |       | 3 – 0 | 1 – 1 | 2 – 1 | 1 – 1 | 5 – 1 | 1 – 0 | 1 – 1 | 1 – 1 | 2 – 0 | 5 – 0 |
| Hilversum     | 2 – 3 | 0 – 0 | 1 – 0 | 0 – 0 | 3 – 0 | 1 – 1 |       | 0 – 5 | 1 – 1 | 3 – 1 | 0 – 0 | 2 – 1 | 0 – 0 | 1 – 1 | 1 – 2 | 3 – 2 |
| HVC           | 1 – 1 | 0 – 3 | 2 – 0 | 2 – 3 | 1 – 1 | 2 – 3 | 1 – 0 |       | 0 – 1 | 4 – 0 | 2 – 1 | 1 – 3 | 3 – 1 | 1 – 0 | 4 – 0 | 1 – 1 |
| KFC           | 0 – 1 | 2 – 2 | 3 – 0 | 4 – 0 | 2 – 3 | 1 – 3 | 1 – 2 | 0 – 4 |       | 2 – 1 | 3 – 3 | 2 – 0 | 1 – 2 | 1 – 0 | 1 – 0 | 2 – 0 |
| Leeuwarden    | 0 – 4 | 4 – 3 | 6 – 1 | 2 – 0 | 2 – 1 | 1 – 1 | 0 – 0 | 5 – 0 | 2 – 2 |       | 2 – 0 | 0 – 2 | 0 – 2 | 1 – 3 | 4 – 1 | 1 – 1 |
| PEC           | 8 – 3 | 5 – 0 | 4 – 1 | 2 – 0 | 3 – 2 | 1 – 2 | 3 – 2 | 2 – 2 | 2 – 2 | 3 – 3 |       | 1 – 2 | 0 – 4 | 0 – 2 | 0 – 3 | 4 – 2 |
| RCH           | 2 – 1 | 3 – 0 | 1 – 2 | 4 – 0 | 4 – 1 | 3 – 0 | 1 – 1 | 0 – 5 | 2 – 1 | 3 – 3 | 2 – 1 |       | 3 – 1 | 3 – 1 | 1 – 1 | 4 – 1 |
| Tubantia      | 1 – 0 | 1 – 3 | 2 – 1 | 3 – 3 | 1 – 1 | 0 – 3 | 3 – 3 | 2 – 3 | 3 – 1 | 2 – 1 | 3 – 1 | 1 – 2 |       | 4 – 0 | 0 – 2 | 0 – 1 |
| ZFC           | 0 – 2 | 2 – 3 | 2 – 1 | 0 – 1 | 2 – 4 | 0 – 1 | 2 – 1 | 1 – 1 | 0 – 0 | 1 – 3 | 2 – 0 | 2 – 0 | 1 – 6 |       | 0 – 0 | 4 – 0 |
| Zwartemeer    | 0 – 2 | 4 – 2 | 2 – 0 | 4 – 0 | 2 – 1 | 4 – 1 | 5 – 0 | 4 – 0 | 4 – 2 | 3 – 0 | 3 – 1 | 1 – 1 | 1 – 0 | 5 – 1 |       | 0 – 0 |
| Zwolsche Boys | 2 – 0 | 1 – 2 | 1 – 1 | 3 – 1 | 0 – 0 | 2 – 0 | 1 – 0 | 1 – 4 | 1 – 0 | 2 – 0 | 1 – 1 | 1 – 1 | 0 – 4 | 6 – 0 | 2 – 0 |       |

### Topscorers
| #   | Naam               | Club          | Goal |
| --- | ------------------ | ------------- | ---- |
| 1.  | Tonny Roosken      | Zwartemeer    | 25   |
| 2.  | Bertus Strating    | Tubantia      | 23   |
| 2.  | Dirk Roelfsema     | Leeuwarden    | 23   |
| 4.  | Sietze de Vries    | Alkmaar '54   | 20   |
| 5.  | János Hanek        | Alkmaar '54   | 19   |
| 5.  | Leo Koopman        | PEC           | 19   |
| 7.  | Bruin (Joep) Steur | KFC           | 18   |
| 8.  | Jos van Helvert    | ZFC           | 17   |
| 9.  | Freek Schutten     | Be Quick      | 16   |
| 10. | Jan van Berkel     | 't Gooi       | 14   |
| 10. | Henny Hendriksen   | Zwolsche Boys | 14   |
| 10. | Klaas Snip         | Zwartemeer    | 14   |

## Tweede divisie B

### Deelnemende teams
| Club          | Plaats           | Accommodatie           | Capaciteit | Trainer                                     |
| ------------- | ---------------- | ---------------------- | ---------- | ------------------------------------------- |
| AGOVV         | Apeldoorn        | Berg & Bos             | 20.000     | Jan de Bouter                               |
| Baronie       | Breda            | De Blauwe Kei          | 12.000     | Jan Blom                                    |
| D.F.C.        | Dordrecht        | Krommedijk             | 12.000     | Jan Bens                                    |
| De Graafschap | Doetinchem       | De Vijverberg          | 12.000     | Evert Teunissen                             |
| Helmondia '55 | Helmond          | De Braak               | 12.000     | Frans de Rooij (a.i.) Frans Overzier (a.i.) |
| Hermes DVS    | Schiedam         | Harga                  | 16.000     | Kees van Dijke                              |
| Limburgia     | Brunssum         | Venweg                 | 15.500     | Charles Siezenis                            |
| LONGA         | Tilburg          | Aan de spoorbrug       | 15.000     | Huub de Leeuw                               |
| N.E.C.        | Nijmegen         | Goffertstadion         | 29.000     | Jan Remmers                                 |
| NOAD          | Tilburg          | Gemeentelijk Sportpark | 20.000     | Maarten Vink                                |
| Roda JC       | Kerkrade         | Kaalheide              | 20.000     | Michel Pfeiffer                             |
| SVV           | Schiedam         | Frankelandsedijk       | 15.000     | Hans Croon                                  |
| Vitesse       | Arnhem           | Nieuw-Monnikenhuize    | 18.000     | Jan Zonnenberg                              |
| Wageningen    | Wageningen       | Wageningse Berg        | 16.000     | Thim van der Laan                           |
| Wilhelmina    | 's-Hertogenbosch | De Wolfsdonken         | 6.000      | Ad Schrover                                 |
| Xerxes        | Rotterdam        | Het Kasteel            | 30.000     | Branko Vidović                              |

### Eindstand
| pos | club          | gs | w  | g  | v  | pnt | dv | dt | ds  |
| --- | ------------- | -- | -- | -- | -- | --- | -- | -- | --- |
| 1.  | N.E.C.        | 30 | 17 | 10 | 3  | 44  | 82 | 34 | 48  |
| 2.  | Hermes DVS    | 30 | 18 | 6  | 6  | 42  | 48 | 24 | 24  |
| 3.  | Roda JC       | 30 | 16 | 8  | 6  | 40  | 81 | 40 | 41  |
| 4.  | Xerxes        | 30 | 18 | 4  | 8  | 40  | 58 | 33 | 25  |
| 5.  | De Graafschap | 30 | 14 | 6  | 10 | 34  | 52 | 44 | 8   |
| 6.  | Limburgia     | 30 | 13 | 7  | 10 | 33  | 49 | 58 | -9  |
| 7.  | Helmondia '55 | 30 | 12 | 7  | 11 | 31  | 56 | 49 | 7   |
| 8.  | AGOVV         | 30 | 11 | 6  | 13 | 28  | 59 | 62 | -3  |
| 9.  | Vitesse       | 30 | 10 | 8  | 12 | 28  | 44 | 51 | -7  |
| 10. | NOAD          | 30 | 8  | 10 | 12 | 26  | 45 | 54 | -9  |
| 11. | Baronie       | 30 | 10 | 6  | 14 | 26  | 46 | 55 | -9  |
| 12. | SVV           | 30 | 8  | 9  | 13 | 25  | 54 | 62 | -8  |
| 13. | Wilhelmina    | 30 | 10 | 5  | 15 | 25  | 53 | 69 | -16 |
| 14. | D.F.C.        | 30 | 6  | 12 | 12 | 24  | 46 | 54 | -8  |
| 15. | Wageningen    | 30 | 7  | 8  | 15 | 22  | 49 | 73 | -24 |
| 16. | LONGA         | 30 | 4  | 4  | 22 | 12  | 35 | 95 | -60 |

### Legenda
| Kleur | Kwalificatie voor                                 |
| ----- | ------------------------------------------------- |
|       | Nacompetitie voor promotie naar de Eerste divisie |
|       | Nacompetitie tegen degradatie naar de Amateurs    |

### Uitslagen
|               | AGO   | BAR   | DFC   | GRA   | H55   | DVS   | LIM   | LON    | NEC   | NOA   | RJC    | SVV   | VIT   | WAG   | WLM    | XER   |
| ------------- | ----- | ----- | ----- | ----- | ----- | ----- | ----- | ------ | ----- | ----- | ------ | ----- | ----- | ----- | ------ | ----- |
| AGOVV         |       | 1 – 3 | 0 – 1 | 4 – 1 | 4 – 3 | 2 – 1 | 2 – 3 | 2 – 1  | 1 – 1 | 3 – 2 | 1 – 2  | 4 – 1 | 2 – 3 | 2 – 0 | 11 – 1 | 1 – 0 |
| Baronie       | 3 – 1 |       | 1 – 3 | 0 – 2 | 3 – 1 | 0 – 1 | 1 – 2 | 2 – 0  | 0 – 3 | 0 – 0 | 0 – 5  | 3 – 0 | 1 – 1 | 3 – 0 | 2 – 4  | 1 – 2 |
| D.F.C.        | 0 – 0 | 2 – 2 |       | 2 – 2 | 0 – 0 | 2 – 2 | 0 – 0 | 10 – 0 | 1 – 1 | 0 – 0 | 0 – 2  | 1 – 3 | 1 – 0 | 3 – 3 | 1 – 1  | 0 – 1 |
| De Graafschap | 2 – 2 | 0 – 3 | 1 – 1 |       | 2 – 0 | 3 – 0 | 1 – 0 | 4 – 0  | 4 – 0 | 2 – 1 | 2 – 1  | 3 – 3 | 3 – 1 | 3 – 2 | 3 – 0  | 2 – 4 |
| Helmondia '55 | 7 – 2 | 2 – 1 | 4 – 2 | 1 – 4 |       | 0 – 2 | 0 – 2 | 3 – 0  | 1 – 1 | 1 – 2 | 1 – 2  | 4 – 0 | 0 – 1 | 4 – 2 | 3 – 1  | 1 – 0 |
| Hermes DVS    | 2 – 0 | 0 – 1 | 1 – 0 | 0 – 0 | 0 – 1 |       | 4 – 1 | 4 – 0  | 2 – 0 | 1 – 0 | 2 – 1  | 1 – 1 | 5 – 2 | 2 – 0 | 2 – 0  | 2 – 1 |
| Limburgia     | 3 – 1 | 1 – 0 | 0 – 1 | 2 – 1 | 2 – 3 | 0 – 4 |       | 2 – 0  | 0 – 6 | 2 – 2 | 2 – 1  | 1 – 0 | 0 – 2 | 8 – 1 | 1 – 1  | 1 – 0 |
| LONGA         | 2 – 0 | 1 – 3 | 1 – 3 | 1 – 2 | 1 – 4 | 2 – 1 | 2 – 2 |        | 2 – 3 | 1 – 1 | 2 – 12 | 3 – 3 | 4 – 2 | 1 – 4 | 3 – 2  | 1 – 2 |
| N.E.C.        | 1 – 1 | 1 – 1 | 2 – 1 | 3 – 1 | 2 – 2 | 3 – 0 | 7 – 1 | 2 – 1  |       | 9 – 1 | 3 – 0  | 5 – 2 | 4 – 1 | 3 – 3 | 7 – 1  | 0 – 0 |
| NOAD          | 4 – 0 | 7 – 3 | 5 – 1 | 2 – 0 | 0 – 3 | 2 – 2 | 2 – 2 | 3 – 2  | 2 – 2 |       | 0 – 1  | 1 – 0 | 0 – 0 | 2 – 4 | 0 – 3  | 0 – 2 |
| Roda JC       | 3 – 1 | 3 – 3 | 2 – 0 | 2 – 0 | 1 – 1 | 1 – 1 | 1 – 2 | 8 – 1  | 2 – 2 | 1 – 1 |        | 5 – 2 | 6 – 1 | 2 – 1 | 5 – 1  | 1 – 2 |
| SVV           | 3 – 3 | 2 – 1 | 7 – 3 | 1 – 0 | 5 – 1 | 0 – 1 | 3 – 3 | 3 – 1  | 1 – 3 | 1 – 2 | 1 – 1  |       | 2 – 0 | 2 – 2 | 2 – 3  | 0 – 1 |
| Vitesse       | 1 – 1 | 2 – 1 | 1 – 1 | 2 – 0 | 0 – 0 | 0 – 2 | 3 – 3 | 3 – 1  | 0 – 2 | 3 – 1 | 3 – 3  | 2 – 2 |       | 4 – 0 | 3 – 1  | 3 – 0 |
| Wageningen    | 2 – 4 | 2 – 2 | 4 – 2 | 3 – 0 | 1 – 1 | 0 – 0 | 1 – 3 | 1 – 0  | 0 – 2 | 0 – 0 | 1 – 3  | 1 – 3 | 2 – 0 |       | 4 – 1  | 2 – 2 |
| Wilhelmina    | 1 – 2 | 1 – 2 | 3 – 1 | 1 – 2 | 3 – 1 | 0 – 1 | 5 – 0 | 1 – 1  | 1 – 0 | 4 – 2 | 2 – 2  | 1 – 1 | 1 – 0 | 8 – 3 |        | 1 – 2 |
| Xerxes        | 5 – 1 | 5 – 0 | 5 – 3 | 2 – 2 | 3 – 3 | 1 – 2 | 3 – 0 | 3 – 0  | 1 – 4 | 1 – 0 | 1 – 2  | 2 – 0 | 2 – 0 | 3 – 0 | 2 – 0  |       |

### Topscorers
| #  | Naam            | Club          | Goal |
| -- | --------------- | ------------- | ---- |
| 1. | Tijn van Lier   | Roda JC       | 26   |
| 1. | Ben Zweers      | N.E.C.        | 26   |
| 3. | Joop Hartjes    | De Graafschap | 25   |
| 4. | Theo Netten     | NOAD          | 21   |
| 5. | Pierre Custers  | Roda JC       | 19   |
| 6. | Wim Bleijenberg | AGOVV         | 17   |
| 6. | Tini van Reeken | N.E.C.        | 17   |
| 8. | Giel Stevelmans | Limburgia     | 16   |
| 9. | Theo Borsten    | Wilhelmina    | 15   |
| 9. | Nol Heijerman   | Xerxes        | 15   |

## Promotie
Twee clubs promoveren naar de Eerste divisie. De kampioenen van beide afdelingen spelen eerst een wedstrijd om promotie.
| Datum                                                                             | Wedstrijd            | Uitslag       | Scoreverloop                                                                   |
| --------------------------------------------------------------------------------- | -------------------- | ------------- | ------------------------------------------------------------------------------ |
| 31 mei 1964, Utrecht, Galgenwaard 22.000 toeschouwers Scheidsrechter: Piet Roomer | N.E.C. – Alkmaar '54 | 3 – 1 (2 – 0) | 8' Ben Zweers 1–0, 45' Ben Zweers 2–0, 46' Jan Smidt 2–1, 90' Cor Smulders 3–1 |

N.E.C. wint voor 22.000 toeschouwers in de Galgenwaard in Utrecht en promoveert naar Eerste divisie. Alkmaar '54 speelt verder in de promotiecompetitie met de overige promotiekandidaten. Dat zijn de nummers twee uit beide afdelingen en de beste nummer drie. Deze komt uit een beslissingswedstrijd tussen de nummers drie van beide afdelingen.
Beide nummers drie van de Tweede divisie B spelen in een onderling duel voor plek 3 in de Tweede divisie B. Omdat Roda JC een beter resultaat had behaald in de reguliere competitie dan Xerxes (doelsaldo +41 om +25), plaatsen de Limburgers zich voor de promotiecompetitie.
| Datum                                                                                        | Wedstrijd        | Uitslag                    | Scoreverloop                                                                         |
| -------------------------------------------------------------------------------------------- | ---------------- | -------------------------- | ------------------------------------------------------------------------------------ |
| 24 mei 1964, Nijmegen, Goffertstadion 6.000 toeschouwers Scheidsrechter: Gerard van Oostrom  | Roda JC – Xerxes | 1 – 1 n.v. (1 – 1) (0 – 0) | 75' Nol Heijerman 0–1, 90' Albert Ummels 1–1                                         |
| 26 mei 1964, Nijmegen, Goffertstadion 7.000 toeschouwers Scheidsrechter: Andries van Leeuwen | Roda JC – Xerxes | 2 – 2 n.v. (2 – 2) (2 – 2) | 2' Faas Wilkes 0–1, 11' Bep Zaal 0–2, 28' Mathieu van Mouche 1–2, 35' Pierre Custers |

De twee nummers drie van beide competities speelden een wedstrijd voor de laatste plek in de promotiecompetitie.
| Datum                                                      | Wedstrijd     | Uitslag       | Scoreverloop |
| ---------------------------------------------------------- | ------------- | ------------- | --- |
| 31 mei 1964, Eindhoven, Philips Stadion 5.000 toeschouwers | Roda JC – RCH | 4 – 2 (3 – 1) | 9' Arie van den Berg 0–1, 29' Albert Ummels 1–1, 43' Tijn van Lier 2–1, 45' Pierre Custers 3-1, 57' Dick Meijer 3-2, 75' Jan Louwers 4-2 |

### Eindstand
| pos | club        | gs | w | g | v | pnt | dv | dt | ds |
| --- | ----------- | -- | - | - | - | --- | -- | -- | -- |
| 1.  | Alkmaar '54 | 3  | 2 | 0 | 1 | 4   | 6  | 6  | 0  |
| 2.  | Zwartemeer  | 3  | 2 | 0 | 1 | 4   | 4  | 3  | 1  |
| 3.  | Roda JC     | 3  | 1 | 1 | 1 | 3   | 5  | 4  | 1  |
| 4.  | Hermes DVS  | 3  | 0 | 1 | 2 | 1   | 2  | 4  | -2 |

Alkmaar '54 promoveert daarom samen met N.E.C. omdat de ploeg in de reguliere competitie beter had gepresteerd dan concurrent Zwartemeer.

### Legenda
| Kleur | Kwalificatie voor               |
| ----- | ------------------------------- |
|       | Promotie naar de Eerste divisie |

### Uitslagen
|             | ALK   | DVS   | RJC   | ZWA   |
| ----------- | ----- | ----- | ----- | ----- |
| Alkmaar '54 |       | 2 – 1 | 3 – 2 |       |
| Hermes DVS  |       |       |       | 0 – 1 |
| Roda JC     |       | 1 – 1 |       | 2 – 0 |
| Zwartemeer  | 3 – 1 |       |       |       |

## Degradatie
Degradatiewedstrijd indien een amateurclub wil toetreden tot betaalde voetbal.
| Datum                                                                               | Wedstrijd   | Uitslag       | Scoreverloop |
| ----------------------------------------------------------------------------------- | ----------- | ------------- | --- |
| 30 mei 1964, Haarlem, Jan Gijzenkade 3.000 toeschouwers Scheidsrechter: Wim Schalks | EDO – LONGA | 3 – 2 (2 – 1) | 20' Chris Berends 1–0, 30' Leo Snijders 1–1, 33' Roel Hopman (pen.) 2–1, 50' N. Timmermans 2–2, J. van Beekum 3–2 |

Omdat geen enkele amateurclub wil promoveren spelen beide clubs ook het volgende seizoen gewoon betaald voetbal. Het Groningse Be Quick besluit vrijwillig terug te keren naar het amateurvoetbal.

## Voetnoten
1956/57 · 
1957/58 · 
1958/59 · 
1959/60 · 
1960/61 · 
1961/62 · 
1962/63 · 
1963/64 · 
1964/65 · 
1965/66 · 
1966/67 · 
1967/68 · 
1968/69 · 
1969/70 · 
1970/71 · 
2016/17 · 
2017/18 · 
2018/19 ·
2019/20 ·
2020/21 ·
2021/22 ·
2022/23 ·
2023/24 ·
2024/25